# 20人展

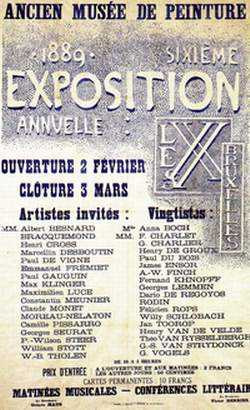
1889年の20人展のポスター

20人展（にじゅうにんてん、フランス語: Les XX（レ・ヴァン））とは、1883年にベルギーの画家、デザイナー、彫刻家たち20人を会員として発足したグループである。ブリュッセルの法律家、出版業者であり起業家であるオクターヴ・モースが主導して結成された。
10年間にわたり、毎年展覧会を開催し、そこには国内外からの20人の画家たちも招待された。招待された画家には、カミーユ・ピサロ（1887年、89年、91年）、クロード・モネ（1886年、89年）、ジョルジュ・スーラ（1887年、89年、91年、1892年）、ポール・ゴーギャン（1889年、91年）、ポール・セザンヌ（1890年）、フィンセント・ファン・ゴッホ（1890年、91年）などがいる。
その前身といえるのがエソール展であったが、ジェームズ・アンソールの「牡蠣を食べる人」（1883年）がアントウェルペン・サロンで却下された後にエソール展でも却下されたことが、20人展結成に至るきっかけの一つであった。
1893年、20人展は自由美学展に改組された。

## 沿革
20人展のグループは、1883年10月28日、ブリュッセルで、官立サロンやエソール展（「上昇」展）の保守的な運営方針に不満を持つ画家たちによって設立された。エソール展もまたサロンに反対の立場から設立されたが、20人の画家から成る理事会の運営方針は硬直的であった。
20人展では、理事会は11人の画家によって構成されたが、法律家、ジャーナリスト、美術評論家でもあるオクターヴ・モースが事務局長を務め、硬直的な規則から自由な立場で行動することが可能であった。1884年から1893年にかけて、毎年、通常1月から3月までの時期に展覧会を開催した。その展覧会の運営は、ローテーションで構成される3人の委員会が担当した。20人の構成員に加え、国内外から20人の画家も招待され、作品を展示することとされた。展覧会の開催中は、文学の講座や討論会が行われたり、1888年からはヴァンサン・ダンディ作曲による音楽の演奏会が開かれたりもした。
1881年には、オクターヴ・モース、エドモン・ピカール、エミール・ヴェルハーレンが主導して評論集『現代美術』を発刊するなど、20人展においては美術、音楽、文学の間の強い結びつきが意識されていた。

## 会員

### 11人の創立メンバー
- ジェームズ・アンソール（1893年まで会員）[2]
- テオ・ファン・レイセルベルヘ（1893年まで会員）[3]
- フェルナン・クノップフ（1893年まで会員）[2]
- アルフレッド・ウィリアム・フィンチ[3]
- フランツ・シャルレ[3]
- ポール・デュ・ボア（ベルギーの彫刻家）[3]
- シャルル・ゴータルス [3]
- ダリオ・デ・レゴヨス (スペイン出身)[3]
- ウィリー・シュロバッハ [3]
- ギヨーム・ヴァン・ストリドンク[3]
- ロドルフ・ウィッツマン[3]

### 9人の被招待メンバー
- ギヨーム・ヴォーゲルス
- アシル・シェネー
- ジャン・デルヴァン[4]
- ジェフ・ランボー (en)[4]
- ペリクレス・パンタジス（ギリシャ人）[4]
- Frans Simons
- ギュスターヴ・ヴァネーズ
- ピート・フェルハールト
- テオドール・フェルストラーテ

### 設立後招待された12人のメンバー
- フェリシアン・ロップス
- ジョルジュ・レメン（1888年より会員）[5]
- ジョルジュ・ミンヌ
- アンナ・ボック（1885年-93年会員。唯一の女性メンバー）[6]
- アンリ・ヴァン・デ・ヴェルデ（1888年より会員）[7]
- ギヨーム・シャルリエ
- アンリ・ド・グルー
- Robert Picard
- ヤン・トーロップ（オランダ人）[8]
- オディロン・ルドン（フランス人）
- ポール・シニャック（フランス人）[2]
- イジドール・ヴェルヘイデン（1884年-88年会員）[6]

## 年次展覧会
1884年、85年、86年の展覧会は、ブリュッセル美術センターで、その後の展覧会は全てブリュッセルのベルギー王立美術館で開催された。

### 1884年

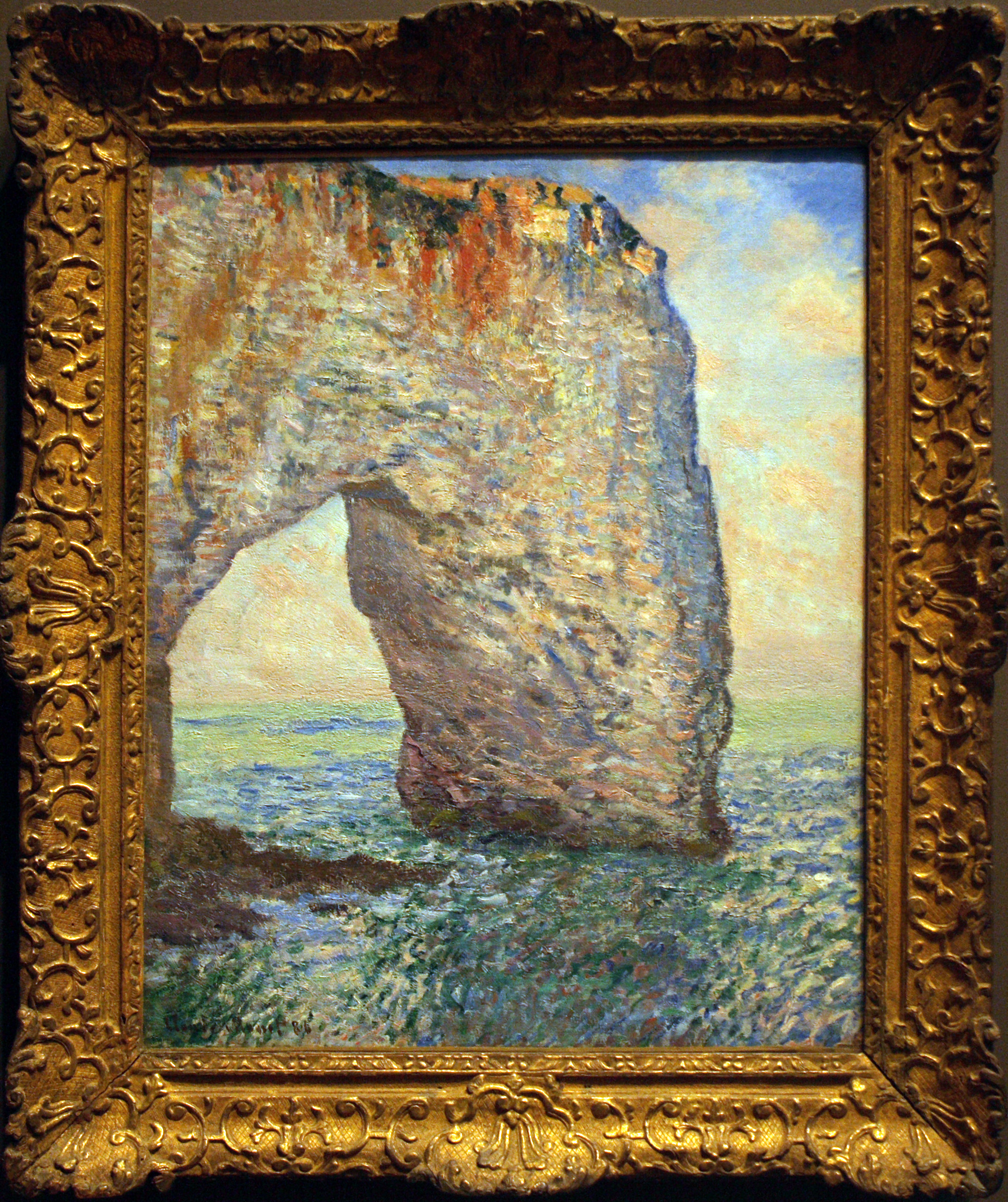
クロード・モネ「La Manneporte à Étretat」

最初の展覧会は、1884年2月2日に開催された。
20人展会員のほかに、アドリアーン・ジョセフ・ヘイマンス、ヤン・ストバーツ、オーギュスト・ロダン、ジェームズ・マクニール・ホイッスラー、マックス・リーバーマンらが出展した。
カチュール・マンデスがリヒャルト・ワーグナーについての評論を行った。

### 1885年
グザヴィエ・メルリおよびヤン・トーロップが出展した。

### 1886年
ピエール＝オーギュスト・ルノワール、オディロン・ルドンが出展。またクロード・モネがLe pont d'ArgenteuilやLa Manneporte à Étretatなどを出展。
セザール・フランクの「ヴァイオリン・ソナタ」を初演。

### 1887年
ウォルター・シッカート、ピサロ、ベルト・モリゾ、ジョルジュ・スーラが出展し、冒頭、スーラとシニャックがプレゼンテーションを行った。この展覧会での目玉はスーラのグランド・ジャット島の日曜日の午後であった。
同年7月、20人展グループはオランダのアムステルダムで展覧会を実施した。

### 1888年
アルベール・デュボワ＝ピエ、アンリ・ド・トゥールーズ＝ロートレック、アンリ＝エドモン・クロス、ジェームズ・マクニール・ホイッスラー、シニャック、ルドンが出展した。
ヴァンサン・ダンディの「山の詩」（Poème des Montagnes）が初演された。
作家オーギュスト・ヴィリエ・ド・リラダンも招かれた。

### 1889年
ピサロ、マクシミリアン・リュス、アンリ＝エドモン・クロス、ギュスターヴ・カイユボット、セザンヌ、アルベール・デュボワ＝ピエ、ゴーギャン、スーラが出展した。その一つがゴーギャンの「説教の後の光景」であった。
1つ目のコンサートでは、セザール・フランク、Pierre de Bréville、エルネスト・ショーソン、ガブリエル・フォーレ、Julien Tiersotが作曲した音楽が演奏された。Quatuor Ysaÿeがその演奏の一部を担当し、それはその後数年間続いた。2つ目のコンサートはフォーレが中心となり、このほかダンディ、Charles Bordes、アンリ・デュパルクの曲も取り上げられた。
7月には、アムステルダムで展覧会を実施した。

### 1890年
ルドン、セザンヌ、シニャック、トゥールーズ=ロートレック、アルフレッド・シスレー、ゴーギャン、フィンセント・ファン・ゴッホが出展した。
コンサートは3回開かれ、第1回はAuguste Dupont、Léon Soubre、Joseph Jaco、Paul Gilson、Gustave Hubertiといったベルギーの作曲家たちが取り上げられた。第2回と第3回はフランスの作曲家たちで、第2回ではフォーレ、フランク、ダンディ、Castillonの曲が演奏された。第3回ではダンディが自作のフランスの山人の歌による交響曲（別名セヴェンヌ交響曲Symphonie Cévenole）を演奏した。このほか、フォーレ、フランク、Bréville、Bordes、エルネスト・ショーソン、アルベリク・マニャール、ポール・ヴィダルの作品も演奏された。
ステファヌ・マラルメがオーギュスト・ヴィリエ・ド・リラダンについての講義を行い、エドモン・ピカールがモーリス・メーテルリンク、エミール・ヴェルハーレン、Charles van Lerbergheを論じた。

### 1891年
スーラ、ピサロ、シスレー、ジュール・シェレが出展した。
装飾美術の最初の展示が行われ、ウォルター・クレインによるポスターやイラストレーション、アルフレッド・ウィリアム・フィンチの陶芸の試み、ゴーギャンによるゴッホを追憶しての3つの花瓶と像が展示された。カタログの表紙はジョルジュ・レメンが手がけた。
フランクの追悼コンサートと、ダンディの新作を発表するコンサートが開催され、後者にはフランクに従うBordes、デュパルク、Bréville、ショーソン、Tiersot、Vidal、Camille Benoîtの作品も演奏された。フォーレとエマニュエル・シャブリエによる作品も演奏された。3つ目のコンサートは、ピョートル・チャイコフスキー、アレクサンドル・ボロディン、ニコライ・シチェルバチョフ、ニコライ・リムスキー＝コルサコフ、アレクサンドル・コプィロフなどロシアの作曲家を取り上げるものであった。

### 1892年
Auguste Delahercheの陶芸、アンリ・ヴァン・デ・ヴェルデの刺繍作品が展示された。画家ではマクシミリアン・リュス、レオ・ゴーソン、メアリー・カサットが出展した。
スーラのLa CirqueとLa Paradeを含む18点の作品を展示した回顧特集も行われた。
3夜のコンサートが行われ、第1夜はPaul GilsonのLa Mer、ギヨーム・ルクーのAndromèdeのほか、リムスキー＝コルサコフ、アレクサンドル・グラズノフ、Franz Servaisの作品が上演された。第2夜は、アレクシス・ド・カスティヨン、フランク、Bordes、Louis de Serres、エマニュエル・シャブリエの作品であった。最終夜は、ダンディのSuite in D初演、ショーソンのConcert（ヴァイオリン、ピアノと弦楽四重奏のための協奏曲か）、フォーレ、Bordes、カミーユ・シュヴィヤール、アルベリク・マニャールなどであった。

### 1893年
アルフレッド・ウィリアム・フィンチ作のテーブル、ヴェルデの刺繍、アレクサンドル・シャルパンティエのオブジェなど、多くのデザイン作品が出品された。
ポール・ヴェルレーヌが現代詩についての講演を行った。
第1回のコンサートではフランクの作品の上演とショーソンの愛と海の詩（Poème de l'amour et la mer）の初演が行われた。第2夜ではダンディ、カスティヨン、フォーレ、シャブリエ、Brévilleの作品が取り上げられた。最終夜はルクーの「ヴァイオリン協奏曲」プレミアのほか、Charles Smulders、Paul Gilson、Dorson van Reysschoot、カスティヨンの作品が演奏された。